# George Joseph Smith

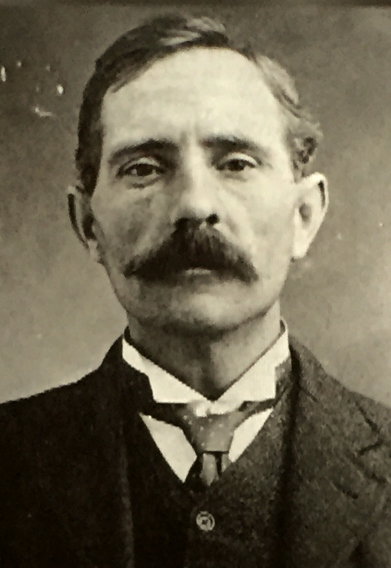
George Joseph Smith

George Joseph Smith (Bethnal Green, 11 januari 1872 - Maidstone, 13 augustus 1915) was een Engelse seriemoordenaar die veroordeeld werd voor één, maar waarschijnlijk drie moorden pleegde en daarvoor de doodstraf kreeg. Hij is ook bekend onder de bijnaam Bruiden in bad-moordenaar.

## Slachtoffers
- Margaret Elizabeth Lloyd-Lofty (38)
- Alice Smith-Burnham (25)
- Beatrice 'Bessie' Munday (31)

## Opsporing
Inspecteur Arthur Neil ontving in januari van 1915 een brief van ene Joseph Crossley, die twee krantenartikelen bijgevoegd had. Het ene ging over Lloyd en het ander over Smith-Burnham. Lloyd was gestorven in een kamer die Crossley verhuurde, terwijl Smith-Burnham een jaar eerder stierf: in dezelfde stad (Blackpool), net als Lloyd dood in de badkuip was gevonden én net als Lloyd door haar echtgenoot daar werd gevonden. Crossley schreef op aandringen van zijn vrouw en ene 'Charles Burnham' aan Neil dat deze zaken wel erg op elkaar leken.
Toen Neil de locatie ging bekijken viel hem op dat de badkuip waar Lloyd in stierf erg klein was om in te verdrinken. Bovendien bleek drie uur voor haar overlijden een testament te zijn opgesteld, dat bepaalde dat al haar bezittingen naar haar man zouden gaan. Drie dagen daarvoor had Lloyd een levensverzekering afgesloten, uit te keren aan wederom haar echtgenoot. Uit navraag bleken - evenals de omstandigheden rond de dood - ook deze zaken bij Lloyd en Smith-Burnham overeen te komen.
Inspecteur Neill verzocht vervolgens aan de lijkschouwer de rapporten over beide zaken goed te keuren. Hijzelf hield het kantoor in de gaten van de advocaat die over de nalatenschap ging. Toen daar een man verscheen die voldeed aan de beschrijving van Mr. Lloyd/Smith vroeg hij hem of hij John Lloyd was, wat de man bevestigde. Neills volgende vraag was echter of hij eveneens George Smith heette, wat de man na veel vijven en zessen toegaf. Daarop werd hij gearresteerd voor bigamie en op verdenking van moord.
Nadat het lichaam van Lloyd was opgegraven, werd een onderzoek ingesteld naar de doodsoorzaken van beide vrouwen, wat ook in de pers belicht werd. Hierop kwam de naam van Beatrice Munday als mogelijk derde slachtoffer boven water, die weer één jaar voor Smith-Burnham was verdronken in een badkuip. Zij was getrouwd met een zekere Henry Williams. Bij alle drie de lijken werd geen enkel spoor van geweld of vergif aangetroffen, maar ook 'Henry Williams' bleek dezelfde persoon als John Lloyd/George Smith.

## Sleutel tot de zaak
De afmetingen van de badkuipen waarin de vrouwen waren verdronken bleek uiteindelijk essentieel. Ze waren te klein om de doodsoorzaken te wijten aan mogelijke epileptische aanvallen, want de hoofden zouden daarbij zeker boven het wateroppervlak geëindigd zijn. Ook verdrinking door brute kracht werd uitgesloten, want dit liet zeker sporen van geweld na op een lichaam.
Lijkschouwer Bernard Spilsbury kwam vervolgens met de hypothese dat de vrouwen bij verrassing aan hun voeten omhoog konden zijn getrokken terwijl ze in bad lagen, waardoor hun hoofd onder water verdween. Inspecteur Neill huurde enkele professionele duiksters in om dit met een experiment te testen. Nadat hij ze eerst met geweld onder water probeerde te krijgen, trok hij onverwachts bij een van hen aan haar voeten zodat ze met haar hoofd onder water verdween. De vrouw bood geen enkel verweer en het duurde een half uur voor de vrouw bij bewustzijn gebracht kon worden na haar directe staat van shock. Spilsbury's idee werd daarmee bevestigd.
Hoewel Smith alleen kon worden aangeklaagd voor de moord op Munday, werden de zaken van Smith-Burnham en Lloyd wel toegestaan om een patroon te duiden. Op 1 juli 1915 werd hij schuldig verklaard. Vervolgens werd Smith opgehangen in de gevangenis van Maidstone op 13 augustus 1915 door John Ellis.

## Bigamie
Smith was naast moordenaar tevens bigamist uit criminele overwegingen. Nadat hij in 1898 voor het eerst trouwde met Caroline Beatrice Thornhill, zou hij tussen 1908 en 1914 nóg zeven keer het jawoord geven terwijl hij al in de echt verbonden was met een ander. Na het trouwen stal Smith telkens geld van zijn vrouwen, haalde hun rekeningen leeg en verkocht hij hun spullen, voor hij weer in het niets verdween.